# Safrax
Safrax (? - ca. 400) was een Ostrogotische hoofdeling (hertog) en oorlogsleider. Hij leidde na dood van koning Vithimiris in 376 en de daarop volgende ineenstorting van het Ostrogotische rijk door de Hunnen, samen met Alatheus een deel van de Ostrogoten het Romeinse Rijk binnen. Evenals Alatheus vocht hij mee in de slag bij Adrianopel in 378.